# Алі Махір
Алі Махір (араб. علي ماهر باشا; 1882 — 25 серпня 1960) — єгипетський політичний діяч, прем'єр-міністр Єгипту у 1936, 1939–1940 та двічі 1952 року. Став першим главою уряду після революції 23 липня 1952 року. Також неодноразово обіймав посади міністра закордонних справ, військового міністра, міністра внутрішніх справ і міністра фінансів Єгипту.

## Життєпис

### Початок політичної кар'єри
Народився 1882 року в Каїрі в аристократичній родині Махмуда Махіра. Його брат, лідер партії Саад Ахмад Махір-паша, обіймав посаду прем'єр-міністра Єгипту у 1944—1945 роках.
Батько не бажав, щоб його сини обрали військову кар'єру, тому Алі Махір здобув юридичну освіту й три роки працював у каїрських судах. Перед Першою світовою війною він захопився політикою, долучившись до єгипетських діячів, які вважали, що союз з Великою Британією буде сприяти розвитку країни, а 1919 року приєднався до партії Вафд, яку тоді створював Саад Сайфула, та був учасником перемовин про незалежність Єгипту 1922 року. Активний прибічник королівської влади, Алі Махір 1923 року був призначений директором Королівської юридичної школи та став одним із членів «Комісії 30-ти» й авторів єгипетської Конституції 1923 року, що надавала широкі повноваження королю Ахмеду Фуаду I. 1924 був обраний депутатом парламенту, а у листопаді того ж року увійшов до складу уряду Ахмада Зівар-паші як міністр просвіти. Однак 1925 року Алі Махір вийшов з лав Вафд і став одним з засновників Партії Союзу (Партії єднання), що мала тісні зв'язки з двором, при цьому виступаючи як незалежний і безпартійний та зберігаючи міністерський пост до 1926 року. Як міністр фінансів входив до складу першого кабінету Мухаммеда Махмуда-паші (1926—1929) й кабінету Ісмаїла Сідкі (1930—1933). 1935 року Алі Махір отримав пост начальника королівської канцелярії.

### Глава уряду
Наприкінці 1935 року Алі Махір став саме тією компромісною фігурою, що влаштувала короля Ахмеда Фуада й лідерів політичних партійна посту глави перехідного уряду, покликаного провести нові парламентські вибори. 30 січня 1936 року він вперше очолив уряд, однак термін його повноважень склав лише трохи більше трьох місяців. Саме на його прем'єрство припала смерть короля Ахмеда Фуада 28 квітня 1936 року й перехід престолу до нового короля Фарука . У травні Алі Махір провів парламентські вибори, на яких перемогу здобула партія Вафд, і 9 травня подав у відставку.
Новий король знову призначив колишнього прем'єра начальником королівської канцелярії. На тій посаді Махір сприяв усуненню вафдистського уряду Мустафи Наххаса 29 грудня 1937 року та був одним з організаторів парламентських виборів 1938 року, які опозиція оголосила сфальсифікованими.
18 серпня 1939 року Алі Махір за дорученням короля сформував так званий «палацовий кабінет», не маючи ані своєї партії, ані жодного депутата в парламенті. Напередодні війни ні англійці, ні Народний комісаріат закордонних справ СРСР не мали значних ілюзій з приводу орієнтації нового уряду.
Незважаючи на це, 1 вересня 1939 року, на початку Другої світової війни, Махір, виконуючи умови англо-єгипетського договору 1936 року, розірвав дипломатичні відносини з Німеччиною, узяв на себе функції військового губернатора Єгипту, запровадив у країні воєнний стан і цензуру. Однак Єгипет не оголосив війни Німеччині, а його збройні сили не входили до складу армій союзників в антигітлерівській коаліції. Начальник генерального штабу єгипетської армії генерал Азіз аль-Масрі (майбутній посол Єгипту в СРСР) відмовився надати британському командуванню єгипетську винищувальну авіацію та війська для участі в операціях в оазі Сива. Коли з'ясувалось, що Масрі передав італійському командуванню британський план оборони Західної пустелі, Велика Британія зажадала його усунення, але Махір тільки відправив генерала до безстрокової відпустки.
Після того як 10 червня 1940 року до війни вступила Італія, Махір затягнув рішення питання про італійських підданих в Єгипті, відмовився розірвати дипломатичні відносини з Італією, а 28 червня був змушений подати у відставку, поступившись місцем коаліційному уряду Хасана Сабрі.

### Ухід з політики
Змушена відставка не підірвала впливу Алі Махіра та не змінила про-німецьких настроїв у єгипетському суспільстві. Однак той вибух популярності негативно позначився на кар'єрі Махіра. 4 лютого 1942 року англійці змінили єгипетський уряд, а у квітні того ж року колишній прем'єр-міністр був відправлений під домашній арешт.
Після звільнення 1944 року повернення Алі Махіра до великої політики здавалось проблемним, однак він зберігав певний політичний вплив. 7 березня 1946 року Махір увійшов до складу сформованої прем'єром Ісмаїлом Сідкі делегації для перемовин з Великою Британією після анти-британських виступів у лютому-березні, а 14 листопада 1951 року йшов разом з Мустафою Наххасом на чолі грандіозної жалобної демонстрації, проведеної в пам'ять єгипетських фідаїв, які загинули в зоні Суецького каналу.

### Повернення до влади
Незважаючи на те, що політична кар'єра Алі Махіра здавалась завершеною, розвиток подій у Єгипті та послаблення британського впливу несподівано повернули його до влади. Масові заворушення в Каїрі призвели ввечері 27 січня 1952 року до відставки вафдистського кабінету Мустафи Наххаса-паші та формуванню уряду на чолі з Алі Махіром, який був призначений військовим губернатором Єгипту, а також отримав пости міністра закордонних справ і військового міністра. Махір підготував проект англо-єгипетського договору, що передбачав підписання Угоди про оборону Середнього Сходу, та почав перемовини з Великою Британією. 6 лютого уряд Махіра прийняв особливий закон, що розширив права поліції та сил безпеки у питаннях придушення заворушень, і відновив перемовини з Лондоном. Однак Махір відмовився надати санкцію на розпуск вафдистського парламенту, чим зіпсував свої відносини з королем, а невдалі маневри прем'єра між Великою Британією та США поставили під загрозу досягнення угоди. Вранці 1 березня англо-єгипетські перемовини було відкладено, а потім і перервано, а парламент був відправлений на місячні канікули королівським указом. 2 березня 1952 року Алі Махір зібрав надзвичайне засідання уряду, на якому було ухвалено рішення піти у відставку.
Після третьої відставки з посту прем'єр-міністра Алі Махір залишався одним з найвпливовіших політиків Єгипту. Хоч король Фарук і не залучав його до формування наступних урядів, що часто зміняли один одного, громадська думка пророкувала йому велике майбутнє. Коли в середині року єгипетський та американський друк почали висловлювати сумніви у «пожвавленні демократії в такій країні, як Єгипет, де більшість населення живе гірше за худобу» та стверджувати, що країні потрібна «сильна особистість», Іхсан Абдель Каддус опублікував статтю «Єгипту потрібен диктатор… Це Алі Махір?». Каддус вказував на вплив Махіра і стверджував, що той міг би «стати диктатором для, а не проти народу, не проти свободи, яку він просунув би вперед, а не відкинув назад». Однак у липні 1952 року ситуація різко змінилась — підпільна армійська організація «Вільні офіцери» вже мала на Алі Махіра свої плани.
Захоплення Каїра військовими підрозділами вночі на 23 липня 1952 року привело до влади групу офіцерів на чолі з генералом Мухаммедом Наґібом і підполковником Гамалем Абдель Насером. Вранці, коли прем'єр-міністр Єгипту Наґіб аль-Хілялі телефоном зв'язався з Александрії з Наґібом, той передав йому вимогу армії повернути Алі Махіра на пост глави уряду. Після того Наґіб та Анвар Садат вирушили до резиденції Махіра у Гізі, щоб заручитись його згодою зайняти запропонований пост.
Алі Махір погодився вчетверте зайняти крісло прем'єр-міністра Єгипту, але висунув умову, щоб доручення про формування кабінету походило від короля Фарука, як від глави законної влади. Після нетривалих телефонних перемовин між Каїром та Александрією вже удень 23 липня Махір зателефонував Наґібу й повідомив, що Фарук I офіційно доручив йому формування кабінету. Формально він отримав усю повноту влади, зосередивши й своїх руках пости прем'єр-міністра, міністра закордонних справ, військового міністра й міністра внутрішніх справ, натомість під вечір того ж дня лідер «Вільних офіцерів» генерал-майор Мухаммед Наґіб отримав пост головнокомандувача армії.
Алі Махір, використовуючи свій юридичний і державний досвід, зумів попередити скликання парламенту, як того вимагала конституція, й у руках глави уряди на невизначений час опинилась також уся законодавча влада. Однак влада в Єгипті вже стрімко переходила до Ради революційного командування — неофіційної структури, створеної «Вільними офіцерами». Суперечності між двома центрами влади зростали не менш стрімко, й Алі Махір, зосередивши у своїх руках диктаторські повноваження, протримався на посту рівно півтора місяця. Після того, як він виступив проти аграрної реформи та проведення парламентських виборів у лютому 1953 року, Рада революційного командування ухвалила рішення змінити прем'єр-міністра. 7 вересня 1952 року генерал Мухаммед Наґіб сформував новий уряд, що означало вже формальну передачу державної влади до рук «Вільних офіцерів».

### Подальше життя
Після відставки Алі Махір уже не виявляв помітної політичної активності, а 13 січня 1953 року нова влада поставила його на чолі Комісії з розробки нової конституції у складі 50 представників політичних партій, державних органів та армії. Однак уже 17 січня Наґіб як головнокомандувач збройних сил, видав маніфест про розпуск усіх політичних партій і трирічний «перехідний період», після чого питання про конституцію зависло у повітрі. Незважаючи на це, комісія Махіра продовжувала свою роботу, темпи якої зазнавали різкої критики з боку єгипетського друку. У той час, 10 лютого 1953 року, була оприлюднена тимчасова конституція Єгипту, що мала діяти у перехідному періоді. Під час лютнево-березневої кризи 1954 року Алі Махір 25 березня опублікував у газеті «Аль-Ахбар» статтю, в якій заявляв, що «Єгипет не може займати нейтралістську позицію, та мав приєднатись до Заходу». Однак переможцем з кризи вийшов Гамаль Абдель Насер, який невдовзі відмовився від односторонньої орієнтації на Захід і переорієнтувався на СРСР.
Алі Махір помер 25 серпня 1960 року у Женеві.